# Rhynchospora marisculus
Rhynchospora marisculus är en halvgräsart som beskrevs av John Lindley och Christian Gottfried Daniel Nees von Esenbeck. Rhynchospora marisculus ingår i släktet småag, och familjen halvgräs. Inga underarter finns listade i Catalogue of Life.